# Örtomta kyrkokör
Örtomta kyrkokör var en blandad kör och kyrkokör i Örtomta församling, Linköping som bildades senast på 1920-talet.